# Acacia insolita
Acacia insolita är en ärtväxtart som beskrevs av Ernst Georg Pritzel. Acacia insolita ingår i släktet akacior, och familjen ärtväxter.

## Underarter
Arten delas in i följande underarter:
- A. i. efoliolata
- A. i. insolita
- A. i. recurva